# Pierre Van Humbeeck

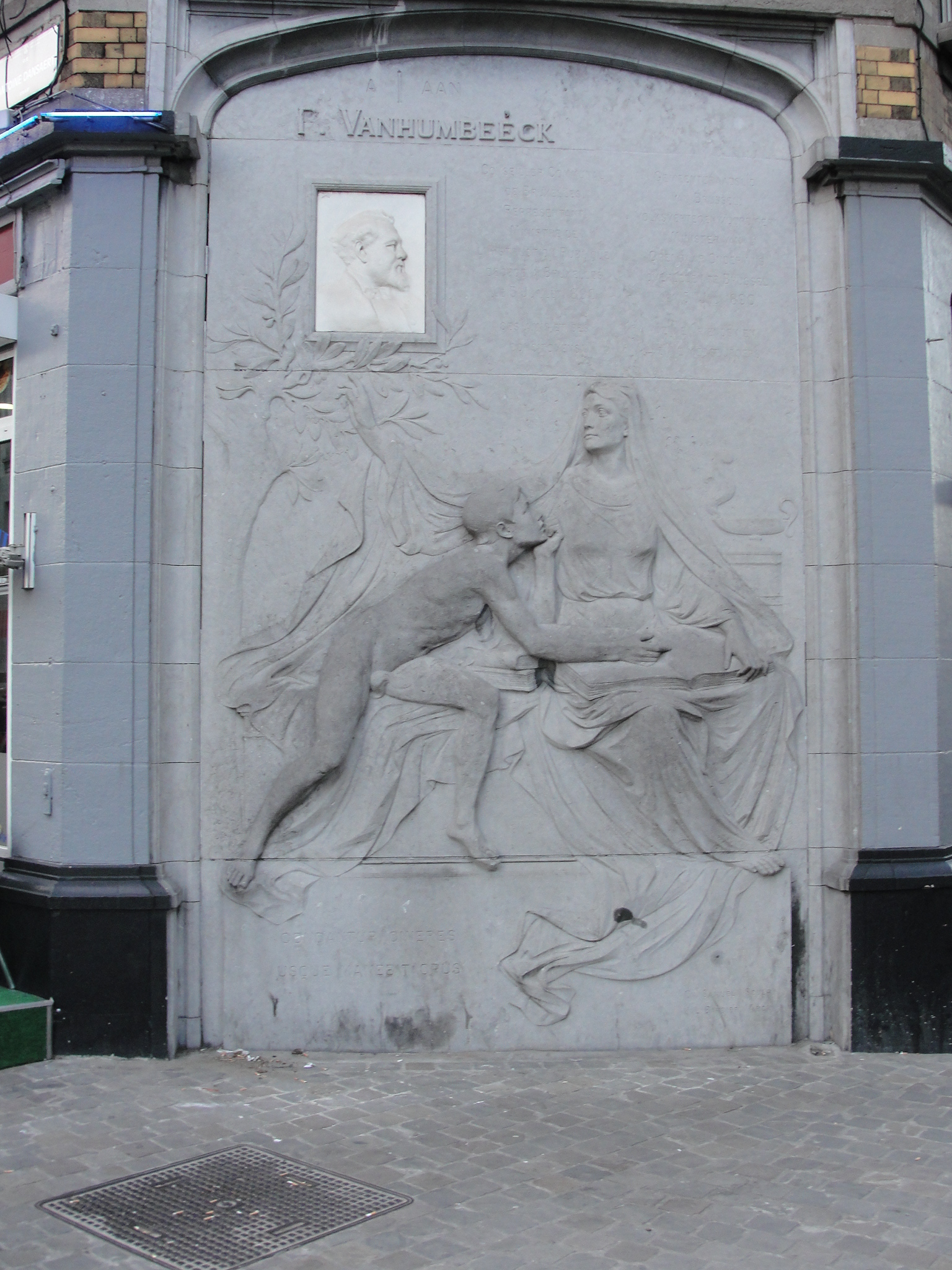
Gedenkplaat te Brussel vervaardigd door Charles Samuel

Pierre Edouard Van Humbeeck (Brussel, 17 mei 1829 - 5 juli 1890) was een Belgisch liberaal volksvertegenwoordiger en minister.

## Levensloop
Van Humbeeck was een zoon van de bankier en gemeenteraadslid van Brussel Jacques Van Humbeeck en van Anne-Marie Annemans. Hij bleef vrijmetselaar.
Hij promoveerde tot doctor in de rechten (1852) aan de ULB en vestigde zich als advocaat in Brussel. Hij was stafhouder in 1873-1874.
Hij werd in 1860 verkozen tot liberaal volksvertegenwoordiger voor het arrondissement Brussel als opvolger van de overleden Charles de Brouckère. Hij vervulde dit mandaat tot in 1884. In 1869-1870 was hij ondervoorzitter van de Kamer.
Hij was minister van Openbaar Onderwijs van 1878 tot 1884 en lag aan de basis van de tweede organieke wet op het lager onderwijs, goedgekeurd in 1879. De hoofdbepalingen van deze wet waren
- dat iedere gemeente minstens een officiële school moest onderhouden;
- dat de gemeenten geen vrije school mochten subsidiëren;
- dat de onderwijzers in de gemeentescholen een diploma van een rijksnormaalschool moesten bezitten;
- dat het godsdienstonderricht uitsluitend buiten de lesuren kon gegeven worden en op uitdrukkelijk verzoek van de ouders werden ingericht.

In 1881 kwam een gelijkaardige wet op het middelbaar onderwijs tot stand. De Katholieke Kerk, de katholieke politici en het katholiek onderwijs reageerden hierop met klem waardoor het land in twee kampen werd verdeeld en de eerste schoolstrijd (1878-1884) ontstond.
Van 1884 tot aan zijn dood was Van Humbeeck gemeenteraadslid van Brussel.
Hij was:
- lid en achtbare meester van de vrijmetselaarsloge Les Vrais Amis de l'Union et du Progrès Réunis in Brussel,
- grootmeester van het Grootoosten van België,
- grootcommandeur van de Opperraad van de Aloude en Aangenomen Schotse Ritus van België,
- medeoprichter van de Ligue de l'Enseignement.

In Sint-Jans-Molenbeek is er een Pierre Van Humbeeckstraat.